# Amel Ben Khaled
Amel Ben Khaled (* 6. Juni 1974) ist eine ehemalige tunesische Leichtathletin, die sich auf das Kugelstoßen spezialisiert hat. Aktuell ist sie Inhaberin des Landesrekordes und wurde zwischen 1998 und 2004 viermal Vizeafrikameisterin.

## Sportliche Laufbahn
Erste internationale Erfahrungen sammelte Amel Ben Khaled vermutlich im Jahr 1997, als sie bei den Spielen der Frankophonie in Antananarivo mit einer Weite von 14,45 m die Bronzemedaille hinter der Französin Laurence Manfredi und Georgette Reed aus Kanada gewann. Im Jahr darauf gewann sie bei den Afrikameisterschaften in Dakar mit 14,83 m die Silbermedaille hinter der Südafrikanerin Veronica Abrahamse und sicherte sich auch bei den Arabischen Meisterschaften in Damaskus mit 14,64 m die Silbermedaille hinter der Ägypterin Wafaa Ismail Baghdadi. 1999 belegte sie bei den Afrikaspielen in Johannesburg mit 15,55 m den fünten Platz und im Jahr darauf gewann sie bei den Afrikameisterschaften in Algier mit 15,39 m die Silbermedaille hinter der Ägypterin Hanaa Salah el-Melegi. 2001 belegte sie bei den Spielen der Frankophonie in Ottawa mit 15,21 m den fünften Platz und wurde auch bei den Mittelmeerspielen in Tunis mit 15,37 m Fünfte, ehe sie bei den Arabischen Meisterschaften in Damaskus mit 15,80 m die Goldmedaille gewann. Im Jahr darauf gewann sie bei den Afrikameisterschaften in Radès mit 15,94 m die Silbermedaille hinter der Nigerianerin Vivian Chukwuemeka und 2004 musste sie sich bei den Afrikameisterschaften in Brazzaville mit 15,45 m nur der Ägypterin Wafaa Ismail Baghdadi geschlagen geben. Anschließend siegte sie mit 15,52 m bei den Panarabischen Spielen in Algier. Im Jahr darauf siegte sie mit 15,36 m bei den Arabischen Meisterschaften in Tunis und im Dezember gewann sie bei den Spielen der Frankophonie in Niamey mit 14,81 m die Bronzemedaille hinter der Französin Jessica Cérival und Elena Hilă aus Rumänien. 2007 gewann sie bei den Arabischen Meisterschaften in Amman mit 14,60 m die Silbermedaille hinter der Ägypterin Baghdadi und im November sicherte sie sich bei den Panarabischen Spielen in Kairo mit 14,02 m die Silbermedaille hinter der Ägyperin Atteya Wala Mohamed. Daraufhin beendete sie ihre aktive sportliche Karriere im Alter von 33 Jahren.
In den Jahren von 1994 bis 1996 sowie von 1999 bis 2004 und 2006 und 2007 wurde Ben Khaled tunesische Meisterin im Kugelstoßen.